# Challenge européen 1997-1998
Navigation
Conférence européenne 1996-1997 Conférence européenne 1998-1999
La Conférence européenne est une compétition européenne annuelle de rugby à XV. C'est la deuxième compétition européenne interclubs de rugby à XV en importance, derrière la Coupe d'Europe de rugby à XV dite H Cup pour des raisons de parrainage.
La Conférence européenne 1997-1998 est la seconde édition de cette compétition. Cette coupe d'Europe réunit 32 clubs européens, soit seize clubs français, huit anglais, quatre gallois, un écossais, un irlandais, un italien et un roumain.
Les clubs français dominent cette compétition comme l'année précédente. Cinq de leurs représentants se qualifient pour les 1/4 de finale. Deux clubs anglais ainsi que la province irlandaise du Connacht se qualifient aussi. Toutes les équipes jouant à domicile s'imposent en quarts.
En demi-finale, le  SU Agen, demi-finaliste malheureux l'année précédente, dispose de Newcastle et assure une nouvelle finale franco-française, car dans l'autre match qui est 100 % français, Colomiers dispose à domicile du Stade français.
Agen et Colomiers arrivent en finale invaincus. Cette finale sera remportée 43 à 5 par Colomiers dans un match à sens unique.

## Formule
Huit poules de quatre sont constituées. Les clubs s'affrontent deux fois dans chaque poule. Les premiers de poule passent en 1/4 de finale.
Une équipe remporte deux points pour une victoire, un pour un nul, rien en cas de défaite. Les premiers de chaque poule sont qualifiés pour les quarts de finale. En cas d'égalité, les clubs sont départagés par le nombre d'essais marqués.
Un tableau est ensuite constitué avec les quatre meilleurs premiers classés de 1 à 4 et les autres premiers de 5 à 8.
Les équipes qui sont numérotées de 1 à 4 reçoivent en 1/4 une équipe classée de 5 à 8.
Les demi-finales ont lieu chez les équipes les mieux classées. La finale a lieu au stade des Sept Deniers de Toulouse.
Les matches de phase finale à savoir, les quarts de finale, les demi-finales et la finale se jouent à élimination directe.

## Équipes en compétition
- SU Agen
- AS Béziers
- Biarritz olympique
- CA Bègles-Bordeaux
- Bridgend RFC
- Bristol Rugby
- Castres olympique
- US Colomiers
- Connacht Rugby
- Farul Constanța
- US Dax
- Ebbw Vale RFC
- Edinburgh Rugby
- Gloucester RFC
- FC Grenoble
- London Irish
- AS Montferrand
- Montpellier RC
- RC Narbonne
- Neath RFC
- Newcastle Falcons
- Newport RFC
- RRC Nice
- Northampton Saints
- USA Perpignan
- Petrarca Padova
- Richmond FC
- Sale FC
- Saracens
- Stade français CASG
- Stade rochelais
- RC Toulon

## Première phase
Dans les tableaux de classement suivants, les différentes abréviations et couleurs signifient:
|  | Qualifiés pour les quarts de finale. |
|  | J : matches joués • V : victoires • N : matches nuls • D : défaites • EM : essais marqués • EE : essais encaissés • PP : points pour (marqués) • PE : points contre (encaissés) • Diff : Différence de points • Pts : points de classement |

### Poule 1
| Rang | Équipe          | J | V | N | D | EM | EE | PP  | PE  | Diff | Pts |
| ---- | --------------- | - | - | - | - | -- | -- | --- | --- | ---- | --- |
| 1    | SU Agen         | 6 | 6 | 0 | 0 | 27 | 12 | 219 | 105 | +114 | 12  |
| 2    | Bristol Rugby   | 6 | 2 | 0 | 4 | 16 | 22 | 115 | 180 | -65  | 4   |
| 3    | Ebbw Vale RFC   | 6 | 2 | 0 | 4 | 12 | 17 | 117 | 155 | -38  | 4   |
| 4    | Stade rochelais | 6 | 2 | 0 | 4 | 11 | 15 | 128 | 139 | -11  | 4   |

1re journée
| 7 septembre 1997 | Memorial Ground   | Bristol Rugby | 33 | 14 | Stade rochelais |
| 7 septembre 1997 | Eugene Cross Park | Ebbw Vale RFC | 16 | 27 | SU Agen         |

2e journée
| 13 septembre 1997 | Eugene Cross Park      | Ebbw Vale RFC   | 28 | 15 | Bristol Rugby |
| 14 septembre 1997 | Stade Marcel-Deflandre | Stade rochelais | 20 | 33 | SU Agen       |

3e journée
| 20 septembre 1997 | Stade Armandie         | SU Agen         | 45 | 18 | Bristol Rugby |
| 20 septembre 1997 | Stade Marcel-Deflandre | Stade rochelais | 25 | 24 | Ebbw Vale RFC |

4e journée
| 27 septembre 1997 | Memorial Ground | Bristol Rugby | 18 | 16 | Ebbw Vale RFC   |
| 27 septembre 1997 | Stade Armandie  | SU Agen       | 21 | 15 | Stade rochelais |

5e journée
| 3 octobre 1997 | Memorial Ground   | Bristol Rugby | 24 | 42 | SU Agen         |
| 4 octobre 1997 | Eugene Cross Park | Ebbw Vale RFC | 21 | 19 | Stade rochelais |

6e journée
| 11 octobre 1997 | Stade Armandie         | SU Agen         | 51 | 12 | Ebbw Vale RFC |
| 12 octobre 1997 | Stade Marcel-Deflandre | Stade rochelais | 35 | 7  | Bristol Rugby |

### Poule 2
| Rang | Équipe         | J | V | N | D | EM | EE | PP  | PE  | Diff | Pts |
| ---- | -------------- | - | - | - | - | -- | -- | --- | --- | ---- | --- |
| 1    | AS Montferrand | 6 | 5 | 0 | 1 | 28 | 11 | 203 | 120 | +83  | 10  |
| 2    | Newport RFC    | 6 | 3 | 0 | 3 | 20 | 27 | 172 | 192 | -20  | 6   |
| 3    | Sale FC        | 6 | 3 | 0 | 3 | 18 | 13 | 163 | 117 | +46  | 6   |
| 4    | Montpellier RC | 6 | 1 | 0 | 5 | 12 | 27 | 90  | 199 | -109 | 2   |

1re journée
| 7 septembre 1997 | Rodney Parade         | Newport RFC    | 42 | 17 | Montpellier RC |
| 7 septembre 1997 | Stade Marcel-Michelin | AS Montferrand | 25 | 16 | Sale FC        |

2e journée
| 13 septembre 1997 | Stade Marcel-Michelin | AS Montferrand | 58 | 32 | Newport RFC |
| 14 septembre 1997 | Stade Sabathe         | Montpellier RC | 30 | 12 | Sale FC     |

3e journée
| 21 septembre 1997 | Stade Sabathe | Montpellier RC | 16 | 18 | AS Montferrand |
| 21 septembre 1997 | Heywood Road  | Sale FC        | 61 | 27 | Newport RFC    |

4e journée
| 27 septembre 1997 | Rodney Parade | Newport RFC | 26 | 31 | AS Montferrand |
| 28 septembre 1997 | Heywood Road  | Sale FC     | 43 | 3  | Montpellier RC |

5e journée
| 4 octobre 1997 | Rodney Parade         | Newport RFC    | 17 | 11 | Sale FC        |
| 4 octobre 1997 | Stade Marcel-Michelin | AS Montferrand | 56 | 10 | Montpellier RC |

6e journée
| 12 octobre 1997 | Stade Sabathe | Montpellier RC | 14 | 28 | Newport RFC    |
| 12 octobre 1997 | Heywood Road  | Sale FC        | 20 | 15 | AS Montferrand |

### Poule 3
| Rang | Équipe              | J | V | N | D | EM | EE | PP  | PE  | Diff | Pts |
| ---- | ------------------- | - | - | - | - | -- | -- | --- | --- | ---- | --- |
| 1    | Stade français CASG | 6 | 5 | 0 | 1 | 48 | 18 | 337 | 131 | +206 | 10  |
| 2    | London Irish        | 6 | 4 | 0 | 2 | 18 | 14 | 169 | 133 | +36  | 8   |
| 3    | US Dax              | 6 | 3 | 0 | 3 | 14 | 20 | 139 | 180 | -41  | 6   |
| 4    | Farul Constanța     | 6 | 0 | 0 | 6 | 10 | 38 | 94  | 295 | -201 | 0   |

1re journée
| 6 septembre 1997 | Parc municipal des sports | US Dax       | 32 | 20 | Farul Constanța     |
| 7 septembre 1997 | The Avenue                | London Irish | 25 | 41 | Stade français CASG |

2e journée
| 12 septembre 1997 | Parc municipal des sports | US Dax              | 34 | 19 | London Irish    |
| 13 septembre 1997 | Stade Jean-Bouin          | Stade français CASG | 83 | 10 | Farul Constanța |

3e journée
| 20 septembre 1997 | Stade Jean-Bouin         | Stade français CASG | 65 | 19 | US Dax       |
| 20 septembre 1997 | Stadionul de Rugby Farul | Farul Constanța     | 9  | 26 | London Irish |

4e journée
| 27 septembre 1997 | The Avenue               | London Irish    | 24 | 11 | US Dax              |
| 27 septembre 1997 | Stadionul de Rugby Farul | Farul Constanța | 28 | 85 | Stade français CASG |

5e journée
| 4 octobre 1997 | Parc municipal des sports | US Dax       | 20 | 35 | Stade français CASG |
| 4 octobre 1997 | The Avenue                | London Irish | 46 | 10 | Farul Constanța     |

6e journée
| 11 octobre 1997 | Stade Jean-Bouin         | Stade français CASG | 28 | 29 | London Irish |
| 11 octobre 1997 | Stadionul de Rugby Farul | Farul Constanța     | 17 | 23 | US Dax       |

### Poule 4
| Rang | Équipe             | J | V | N | D | EM | EE | PP  | PE  | Diff | Pts |
| ---- | ------------------ | - | - | - | - | -- | -- | --- | --- | ---- | --- |
| 1    | Connacht Rugby     | 6 | 5 | 0 | 1 | 11 | 13 | 144 | 97  | +46  | 10  |
| 2    | Northampton Saints | 6 | 3 | 0 | 3 | 17 | 13 | 161 | 116 | +45  | 6   |
| 3    | CA Bègles-Bordeaux | 6 | 3 | 0 | 3 | 10 | 6  | 112 | 110 | +3   | 6   |
| 4    | RRC Nice           | 6 | 1 | 0 | 5 | 14 | 20 | 94  | 188 | -94  | 2   |

1re journée
| 6 septembre 1997 | Stade du Ray        | RRC Nice       | 24 | 25 | CA Bègles-Bordeaux |
| 9 septembre 1997 | Galway Sportsground | Connacht Rugby | 43 | 13 | Northampton Saints |

2e journée
| 13 septembre 1997 | Franklin's Gardens | Northampton Saints | 25 | 13 | CA Bègles-Bordeaux |
| 14 septembre 1997 | Stade du Ray       | RRC Nice           | 20 | 16 | Connacht Rugby     |

3e journée
| 20 septembre 1997 | Franklin's Gardens | Northampton Saints | 66 | 7  | RRC Nice       |
| 20 septembre 1997 | Stade André-Moga   | CA Bègles-Bordeaux | 9  | 15 | Connacht Rugby |

4e journée
| 27 septembre 1997 | Galway Sportsground | Connacht Rugby     | 28 | 25 | RRC Nice           |
| 27 septembre 1997 | Stade André-Moga    | CA Bègles-Bordeaux | 23 | 16 | Northampton Saints |

5e journée
| 4 octobre 1997 | Galway Sportsground | Connacht Rugby | 22 | 16 | CA Bègles-Bordeaux |
| 4 octobre 1997 | Stade du Ray        | RRC Nice       | 10 | 26 | Northampton Saints |

6e journée
| 11 octobre 1997 | Franklin's Gardens | Northampton Saints | 15 | 20 | Connacht Rugby |
| 11 octobre 1997 | Stade André-Moga   | CA Bègles-Bordeaux | 27 | 8  | RRC Nice       |

### Poule 5
| Rang | Équipe       | J | V | N | D | EM | EE | PP  | PE  | Diff | Pts |
| ---- | ------------ | - | - | - | - | -- | -- | --- | --- | ---- | --- |
| 1    | US Colomiers | 6 | 6 | 0 | 0 | 40 | 13 | 290 | 121 | +169 | 12  |
| 2    | Richmond FC  | 6 | 4 | 0 | 2 | 28 | 15 | 196 | 133 | +63  | 8   |
| 3    | Bridgend RFC | 6 | 2 | 0 | 4 | 12 | 37 | 130 | 259 | -129 | 4   |
| 4    | FC Grenoble  | 6 | 0 | 0 | 6 | 9  | 24 | 112 | 215 | -103 | 0   |

1re journée
| 7 septembre 1997 | Stade Lesdiguières | FC Grenoble  | 33 | 35 | Bridgend RFC |
| 7 septembre 1997 | Stade du Sélery    | US Colomiers | 34 | 18 | Richmond FC  |

2e journée
| 13 septembre 1997 | Athletic Ground | Richmond FC  | 43 | 14 | Bridgend RFC |
| 14 septembre 1997 | Stade du Sélery | US Colomiers | 60 | 10 | FC Grenoble  |

3e journée
| 20 septembre 1997 | Brewery Field   | Bridgend RFC | 24 | 49 | US Colomiers |
| 20 septembre 1997 | Athletic Ground | Richmond FC  | 37 | 8  | FC Grenoble  |

4e journée
| 27 septembre 1997 | Brewery Field      | Bridgend RFC | 12 | 44 | Richmond FC  |
| 27 septembre 1997 | Stade Lesdiguières | FC Grenoble  | 24 | 29 | US Colomiers |

5e journée
| 4 octobre 1997 | Stade du Sélery    | US Colomiers | 69 | 20 | Bridgend RFC |
| 4 octobre 1997 | Stade Lesdiguières | FC Grenoble  | 16 | 29 | Richmond FC  |

6e journée
| 11 octobre 1997 | Brewery Field   | Bridgend RFC | 25 | 21 | FC Grenoble  |
| 12 octobre 1997 | Athletic Ground | Richmond FC  | 25 | 49 | US Colomiers |

### Poule 6
| Rang | Équipe          | J | V | N | D | EM | EE | PP  | PE  | Diff | Pts |
| ---- | --------------- | - | - | - | - | -- | -- | --- | --- | ---- | --- |
| 1    | Gloucester RFC  | 6 | 5 | 0 | 1 | 19 | 12 | 170 | 101 | +69  | 10  |
| 2    | RC Toulon       | 6 | 3 | 1 | 2 | 12 | 7  | 136 | 104 | +32  | 7   |
| 3    | AS Béziers      | 6 | 2 | 1 | 3 | 18 | 14 | 150 | 147 | +3   | 5   |
| 4    | Petrarca Padova | 6 | 0 | 2 | 4 | 13 | 29 | 108 | 212 | -104 | 2   |

1re journée
| 6 septembre 1997 | Stade Mayol       | RC Toulon      | 19 | 14 | AS Béziers      |
| 7 septembre 1997 | Kingsholm Stadium | Gloucester RFC | 43 | 10 | Petrarca Padova |

2e journée
| 13 septembre 1997 | Kingsholm Stadium        | Gloucester RFC | 18 | 15 | RC Toulon       |
| 13 septembre 1997 | Stade de la Méditerranée | AS Béziers     | 40 | 23 | Petrarca Padova |

3e journée
| 20 septembre 1997 | Stade de la Méditerranée | AS Béziers      | 27 | 29 | Gloucester RFC |
| 21 septembre 1997 | Stadio Plebiscito        | Petrarca Padova | 13 | 54 | RC Toulon      |

4e journée
| 27 septembre 1997 | Stadio Plebiscito | Petrarca Padova | 26 | 26 | AS Béziers     |
| 28 septembre 1997 | Stade Mayol       | RC Toulon       | 16 | 13 | Gloucester RFC |

5e journée
| 4 octobre 1997 | Kingsholm Stadium | Gloucester RFC | 38 | 17 | AS Béziers      |
| 4 octobre 1997 | Stade Mayol       | RC Toulon      | 20 | 20 | Petrarca Padova |

6e journée
| 11 octobre 1997 | Stade de la Méditerranée | AS Béziers      | 26 | 12 | RC Toulon      |
| 12 octobre 1997 | Stadio Plebiscito        | Petrarca Padova | 16 | 29 | Gloucester RFC |

### Poule 7
| Rang | Équipe             | J | V | N | D | EM | EE | PP  | PE  | Diff | Pts |
| ---- | ------------------ | - | - | - | - | -- | -- | --- | --- | ---- | --- |
| 1    | Newcastle Falcons  | 6 | 5 | 0 | 1 | 36 | 8  | 164 | 98  | +166 | 10  |
| 2    | Biarritz olympique | 6 | 3 | 0 | 3 | 10 | 17 | 123 | 153 | -30  | 6   |
| 3    | USA Perpignan      | 6 | 2 | 0 | 4 | 12 | 13 | 98  | 138 | -40  | 4   |
| 4    | Edinburgh Rugby    | 6 | 2 | 0 | 4 | 9  | 29 | 109 | 205 | -96  | 4   |

1re journée
| 7 septembre 1997 | Kingston Park    | Newcastle Falcons | 37 | 10 | Biarritz olympique |
| 7 septembre 1997 | Stade Aimé-Giral | USA Perpignan     | 21 | 9  | Edinburgh Rugby    |

2e journée
| 14 septembre 1997 | Goldenacre    | Edinburgh Rugby   | 15 | 32 | Biarritz olympique |
| 14 septembre 1997 | Kingston Park | Newcastle Falcons | 60 | 3  | USA Perpignan      |

3e journée
| 20 septembre 1997 | Parc des sports d'Aguiléra | Biarritz olympique | 18 | 6  | USA Perpignan     |
| 21 septembre 1997 | Goldenacre                 | Edinburgh Rugby    | 16 | 40 | Newcastle Falcons |

4e journée
| 27 septembre 1997 | Parc des sports d'Aguiléra | Biarritz olympique | 25 | 27 | Edinburgh Rugby   |
| 27 septembre 1997 | Stade Aimé-Giral           | USA Perpignan      | 13 | 27 | Newcastle Falcons |

5e journée
| 4 octobre 1997 | Stade Aimé-Giral | USA Perpignan     | 40 | 6  | Biarritz olympique |
| 5 octobre 1997 | Kingston Park    | Newcastle Falcons | 72 | 24 | Edinburgh Rugby    |

6e journée
| 11 octobre 1997 | Parc des sports d'Aguiléra | Biarritz olympique | 32 | 28 | Newcastle Falcons |
| 12 octobre 1997 | Goldenacre                 | Edinburgh Rugby    | 18 | 15 | USA Perpignan     |

### Poule 8
| Rang | Équipe            | J | V | N | D | EM | EE | PP  | PE  | Diff | Pts |
| ---- | ----------------- | - | - | - | - | -- | -- | --- | --- | ---- | --- |
| 1    | Castres olympique | 6 | 5 | 0 | 1 | 26 | 10 | 206 | 97  | +109 | 10  |
| 2    | Saracens          | 6 | 5 | 0 | 1 | 23 | 13 | 197 | 128 | +69  | 10  |
| 3    | RC Narbonne       | 6 | 2 | 0 | 4 | 19 | 14 | 168 | 138 | +30  | 4   |
| 4    | Neath RFC         | 6 | 0 | 0 | 6 | 10 | 41 | 93  | 301 | -208 | 0   |

1re journée
| 7 septembre 1997 | The Gnoll                      | Neath RFC   | 12 | 36 | Castres olympique |
| 7 septembre 1997 | Parc des sports et de l'amitié | RC Narbonne | 16 | 18 | Saracens          |

2e journée
| 13 septembre 1997 | The Gnoll     | Neath RFC | 10 | 50 | RC Narbonne       |
| 14 septembre 1997 | Vicarage Road | Saracens  | 26 | 21 | Castres olympique |

3e journée
| 20 septembre 1997 | Stade Pierre-Antoine | Castres olympique | 24 | 19 | RC Narbonne |
| 21 septembre 1997 | Vicarage Road        | Saracens          | 69 | 30 | Neath RFC   |

4e journée
| 27 septembre 1997 | Stade Pierre-Antoine           | Castres olympique | 32 | 18 | Saracens  |
| 27 septembre 1997 | Parc des sports et de l'amitié | RC Narbonne       | 52 | 21 | Neath RFC |

5e journée
| 4 octobre 1997 | The Gnoll                      | Neath RFC   | 12 | 26 | Saracens          |
| 4 octobre 1997 | Parc des sports et de l'amitié | RC Narbonne | 14 | 25 | Castres olympique |

6e journée
| 11 octobre 1997 | Stade Pierre-Antoine | Castres olympique | 68 | 8  | Neath RFC   |
| 12 octobre 1997 | Vicarage Road        | Saracens          | 40 | 17 | RC Narbonne |

## Phase finale

### Qualifiés
Classement des huit qualifiés pour les quarts de finale :
| Rang | Équipes             | Pts | Essais | Diff. |
| ---- | ------------------- | --- | ------ | ----- |
| 1    | US Colomiers        | 12  | 40     | +169  |
| 2    | SU Agen             | 12  | 27     | +114  |
| 3    | Stade français CASG | 10  | 48     | +206  |
| 4    | Newcastle Falcons   | 10  | 36     | +166  |
| 5    | AS Montferrand      | 10  | 28     | +83   |
| 6    | Castres olympique   | 10  | 26     | +109  |
| 7    | Gloucester RFC      | 10  | 19     | +69   |
| 8    | Connacht            | 10  | 11     | +47   |

### Tableau
|  | Quarts de finale                              | Quarts de finale                              |              |    | Demi-finales                                   | Demi-finales                                   |  |  | Finale                                     | Finale                                     |
|  | Quarts de finale                              | Quarts de finale                              |              |    | Demi-finales                                   | Demi-finales                                   |  |  | Finale                                     | Finale                                     |
|  |                                               |                                               |              |    |                                                |                                                |  |  |                                            |                                            |
|  | 9 novembre 1997 au Stade du Sélery, Colomiers | 9 novembre 1997 au Stade du Sélery, Colomiers |              |    | 20 décembre 1997 au Stade du Sélery, Colomiers | 20 décembre 1997 au Stade du Sélery, Colomiers |  |  | 1er février 1998 au Sept Deniers, Toulouse | 1er février 1998 au Sept Deniers, Toulouse |
|  | 9 novembre 1997 au Stade du Sélery, Colomiers | 9 novembre 1997 au Stade du Sélery, Colomiers |              |    | 20 décembre 1997 au Stade du Sélery, Colomiers | 20 décembre 1997 au Stade du Sélery, Colomiers |  |  | 1er février 1998 au Sept Deniers, Toulouse | 1er février 1998 au Sept Deniers, Toulouse |
|  | US Colomiers                                  | 23                                            |              |    | 20 décembre 1997 au Stade du Sélery, Colomiers | 20 décembre 1997 au Stade du Sélery, Colomiers |  |  | 1er février 1998 au Sept Deniers, Toulouse | 1er février 1998 au Sept Deniers, Toulouse |
|  | US Colomiers                                  | 23                                            |              |    | 20 décembre 1997 au Stade du Sélery, Colomiers | 20 décembre 1997 au Stade du Sélery, Colomiers |  |  | 1er février 1998 au Sept Deniers, Toulouse | 1er février 1998 au Sept Deniers, Toulouse |
|  | AS Montferrand                                | 13                                            |              |    | 20 décembre 1997 au Stade du Sélery, Colomiers | 20 décembre 1997 au Stade du Sélery, Colomiers |  |  | 1er février 1998 au Sept Deniers, Toulouse | 1er février 1998 au Sept Deniers, Toulouse |
|  | AS Montferrand                                | 13                                            | US Colomiers | 19 |                                                |                                                |  |  | 1er février 1998 au Sept Deniers, Toulouse | 1er février 1998 au Sept Deniers, Toulouse |
|  | 8 novembre au Stade Jean-Bouin, Paris         |                                               | US Colomiers | 19 |                                                |                                                |  |  | 1er février 1998 au Sept Deniers, Toulouse | 1er février 1998 au Sept Deniers, Toulouse |
|  |                                               | Stade français CASG                           | 13           |    |                                                |                                                |  |  | 1er février 1998 au Sept Deniers, Toulouse | 1er février 1998 au Sept Deniers, Toulouse |
|  | Stade français CASG                           | Stade français CASG                           | 13           | 53 |                                                |                                                |  |  | 1er février 1998 au Sept Deniers, Toulouse | 1er février 1998 au Sept Deniers, Toulouse |
|  | Stade français CASG                           |                                               |              | 53 |                                                |                                                |  |  | 1er février 1998 au Sept Deniers, Toulouse | 1er février 1998 au Sept Deniers, Toulouse |
|  | Gloucester RFC                                | 22                                            |              |    |                                                |                                                |  |  | 1er février 1998 au Sept Deniers, Toulouse | 1er février 1998 au Sept Deniers, Toulouse |
|  | Gloucester RFC                                | 22                                            | US Colomiers | 43 |                                                |                                                |  |  |                                            |                                            |
|  | 8 novembre au Stade Armandie, Agen            |                                               | US Colomiers | 43 |                                                |                                                |  |  |                                            |                                            |
|  |                                               | SU Agen                                       | 5            |    |                                                |                                                |  |  |                                            |                                            |
|  | SU Agen                                       | SU Agen                                       | 5            | 40 |                                                |                                                |  |  |                                            |                                            |
|  | SU Agen                                       | 20 décembre au Stade Armandie, Agen           |              | 40 |                                                |                                                |  |  |                                            |                                            |
|  | Connacht Rugby                                | 27                                            |              |    |                                                |                                                |  |  |                                            |                                            |
|  | Connacht Rugby                                | 27                                            | SU Agen      | 12 |                                                |                                                |  |  |                                            |                                            |
|  | 9 novembre au Kingston Park, Newcastle        |                                               | SU Agen      | 12 |                                                |                                                |  |  |                                            |                                            |
|  |                                               | Newcastle Falcons                             | 9            |    |                                                |                                                |  |  |                                            |                                            |
|  | Newcastle Falcons                             | Newcastle Falcons                             | 9            | 44 |                                                |                                                |  |  |                                            |                                            |
|  | Newcastle Falcons                             |                                               |              | 44 |                                                |                                                |  |  |                                            |                                            |
|  | Castres olympique                             | 0                                             |              |    |                                                |                                                |  |  |                                            |                                            |
|  | Castres olympique                             | 0                                             |              |    |                                                |                                                |  |  |                                            |                                            |

### Quarts de finale
| 8 novembre 1997 14:15 | Stade français CASG | 53 - 22    | Gloucester RFC                                                                                 | Stade Jean-Bouin, Paris Arbitre : Gordon Black |
| 8 novembre 1997 14:15 | Essai(s) : 8 Bolobolo 2, Juillet, Pool-Jones, Gimbert, Laussucq, Reigt, Dominici Transformation(s) : Reigt 5/8 Pénalité(s) : Reigt | [ Rapport] | Essai(s) : 3 Lumsden, Osman, de pénalité Transformation(s) : 2/3 Fanolua Pénalité(s) : Fanolua | Stade Jean-Bouin, Paris Arbitre : Gordon Black |
| 8 novembre 1997 14:15 | | [ Rapport] |                                                                                                | Stade Jean-Bouin, Paris Arbitre : Gordon Black |

| 8 novembre 20:00 | SU Agen                                                                                         | 40 - 27    | Connacht Rugby                                                                                | Stade Armandie, Agen Arbitre : Tony Spreadbury |
| 8 novembre 20:00 | Essai(s) : 5 Loubere 2, Benazzi 2, Dal Maso Transformation(s) : Bouic 3/5 Pénalité(s) : Bouic 3 | [ Rapport] | Essai(s) : 3 McGuinness, Maher, Southam Transformation(s) : Elwood 3/3 Pénalité(s) : Elwood 2 | Stade Armandie, Agen Arbitre : Tony Spreadbury |
| 8 novembre 20:00 |                                                                                                 | [ Rapport] |                                                                                               | Stade Armandie, Agen Arbitre : Tony Spreadbury |

| 9 novembre 15:00 | US Colomiers                                                                         | 23 - 13    | AS Montferrand                                                         | Stade du Sélery, Colomiers Arbitre : Patrick Thomas |
| 9 novembre 15:00 | Essai(s) : Biboulet, de pénalité Transformation(s) : Labit 2/2 Pénalité(s) : Labit 3 | [ Rapport] | Essai(s) : Nadau Transformation(s) : Merceron Pénalité(s) : Merceron 2 | Stade du Sélery, Colomiers Arbitre : Patrick Thomas |
| 9 novembre 15:00 |                                                                                      | [ Rapport] |                                                                        | Stade du Sélery, Colomiers Arbitre : Patrick Thomas |

| 9 novembre 15:00 | Newcastle Falcons                                                                                 | 44 - 0     | Castres olympique | Kingston Park, Newcastle Arbitre : Paul Adams |
| 9 novembre 15:00 | Essai(s) : 5 Tait 2, Tuigamala, Andrew, Lam Transformation(s) : Andrew 5/5 Pénalité(s) : Andrew 3 | [ Rapport] |                   | Kingston Park, Newcastle Arbitre : Paul Adams |
| 9 novembre 15:00 |                                                                                                   | [ Rapport] |                   | Kingston Park, Newcastle Arbitre : Paul Adams |

### Demi-finales
| 20 décembre 1997 14:15 | US Colomiers                                          | 19 - 13    | Stade français CASG                                                | Stade du Sélery, Colomiers 4 500 spectateurs Arbitre : Joël Dumé |
| 20 décembre 1997 14:15 | Essai(s) : 2 Sieurac, De Guisti Pénalité(s) : Labit 3 | [ Rapport] | Essai(s) : Lombard Transformation(s) : Reigt Pénalité(s) : Reigt 2 | Stade du Sélery, Colomiers 4 500 spectateurs Arbitre : Joël Dumé |
| 20 décembre 1997 14:15 |                                                       | [ Rapport] |                                                                    | Stade du Sélery, Colomiers 4 500 spectateurs Arbitre : Joël Dumé |

| 20 décembre 15:00 | SU Agen                               | 12 - 9     | Newcastle Falcons      | Stade Armandie, Agen 6 000 spectateurs Arbitre : Bertie Smith |
| 20 décembre 15:00 | Pénalité(s) : Mazas 3 Drop(s) : Bouic | [ Rapport] | Pénalité(s) : Andrew 3 | Stade Armandie, Agen 6 000 spectateurs Arbitre : Bertie Smith |
| 20 décembre 15:00 |                                       | [ Rapport] |                        | Stade Armandie, Agen 6 000 spectateurs Arbitre : Bertie Smith |

‌

### Finale
1er février 1998 15:00 aux Sept Deniers à Toulouse
Points marqués
- US Colomiers
7 essais : Sieurac 15e, De Giusti 18e, 38e, Biboulet 33e, Roque 42e, Bru 75e, Galthié 80e
4 transformations de Carré 18e, 33e, 38e, 80e
- SU Agen
1 essai : Porcu 25e

Évolution du score
5-0, 12-0, 12-5, 19-5, 26-5, mt, 31-5, 36-5, 43-5
ArbitreEd Morrison  assisté de Brian Campsall 
et de Didier Méné 
Spectateurs12 500
Composition des équipes
 US Colomiers
- 15 Jean-Luc Sadourny  (16 Serge Milhas, 59e) - 14 Marc Biboulet, 13 Sébastien Roque (17 Cyril Barrau,  55e), 12 Jérôme Sieurac, 11 Dominique Dal Pos (18 David Skrela, 40e) - 10 Michaël Carré, 9 Fabien Galthié - 8 Stéphane Peysson, 7 Hervé Manent (20 Patrick Tabacco, 40e), 6 Bernard De Giusti - 5 Jean-Marc Lorenzi (21 Gildas Moro, 71e), 4 Jean-Philippe Revallier - 3 Philippe Pagès, 2 Yannick Bru, 1 Jean-Paul Beyssen (19 Richard Nonès, 40e)
- Non utilisé : 22 Didier Dini
- Entraîneurs : Jacques Brunel et Philippe Ducousso

 SU Agen
- 15 Cédric Heymans (11 Jean-François Matéo, 68e) - 14 Jean-Charles Cistacq, 13 Olivier Campan, 12 José-Marie Matéo, 11 Jean-François Matéo (17 Vincent Thomas, 40e) - 10 Guillaume Bouic (18 Stéphane Prosper, 40e), 9 David Tastet (19 Grégory Sudre, 40e) - 8 Stéphane Bohn (16 Frédéric Bourdeilh, 48e), 7 Jérôme-Frédéric Troader, 6 Philippe Benetton  (21 Laurent Lubrano, 55e) - 5 Christophe Porcu, 4 Nordine El Mekkaoui - 3 Philippe Piacentini (20 Sébastien Terle, 63e), 2 Marc Dal Maso, 1 Eric Rodriguez
- Non utilisé : 22 Vincent Lafitte
- Entraîneurs : Philippe Mothe et Jacques Gratton